# Christ Cathedral

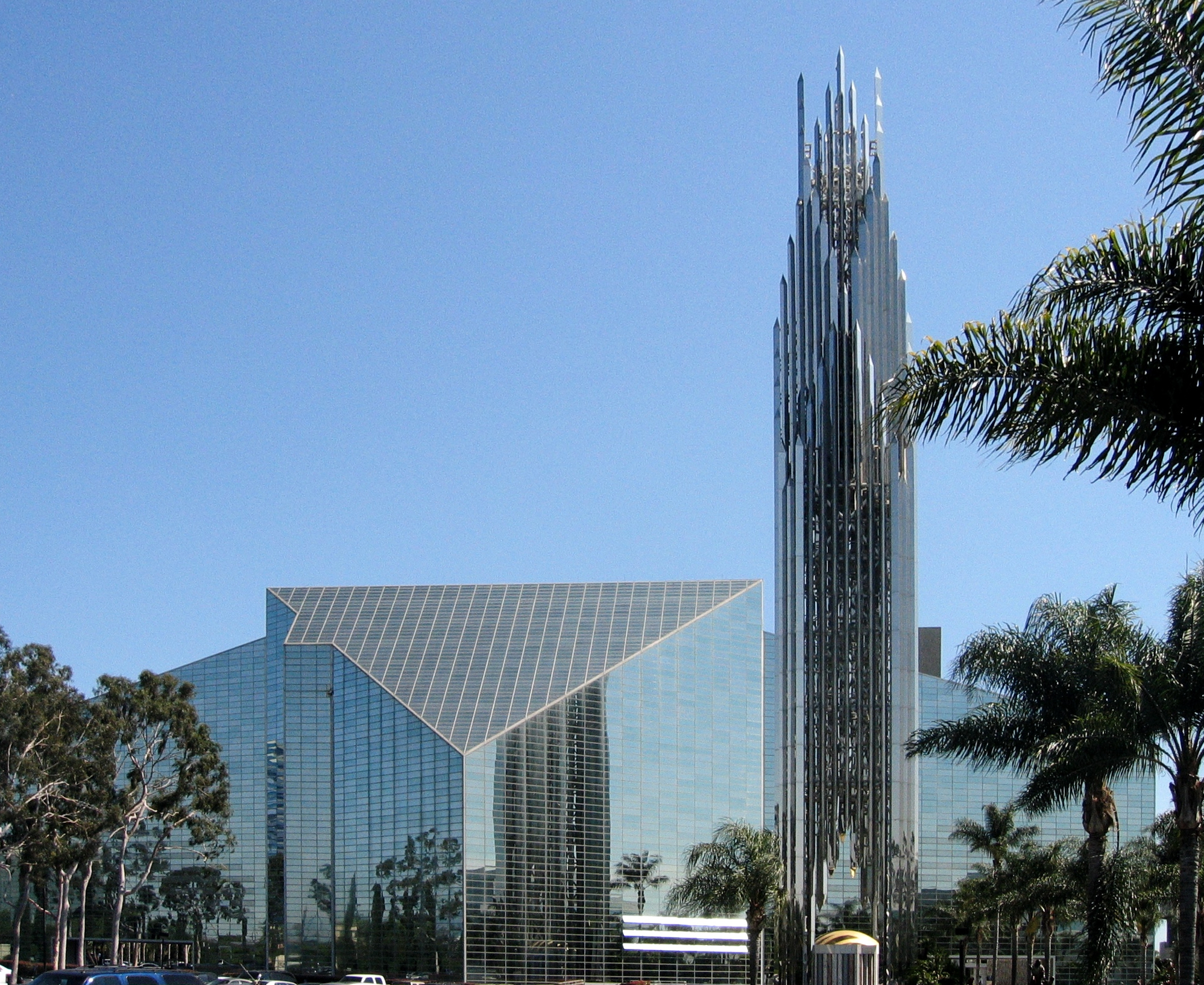
Crystal Cathedral

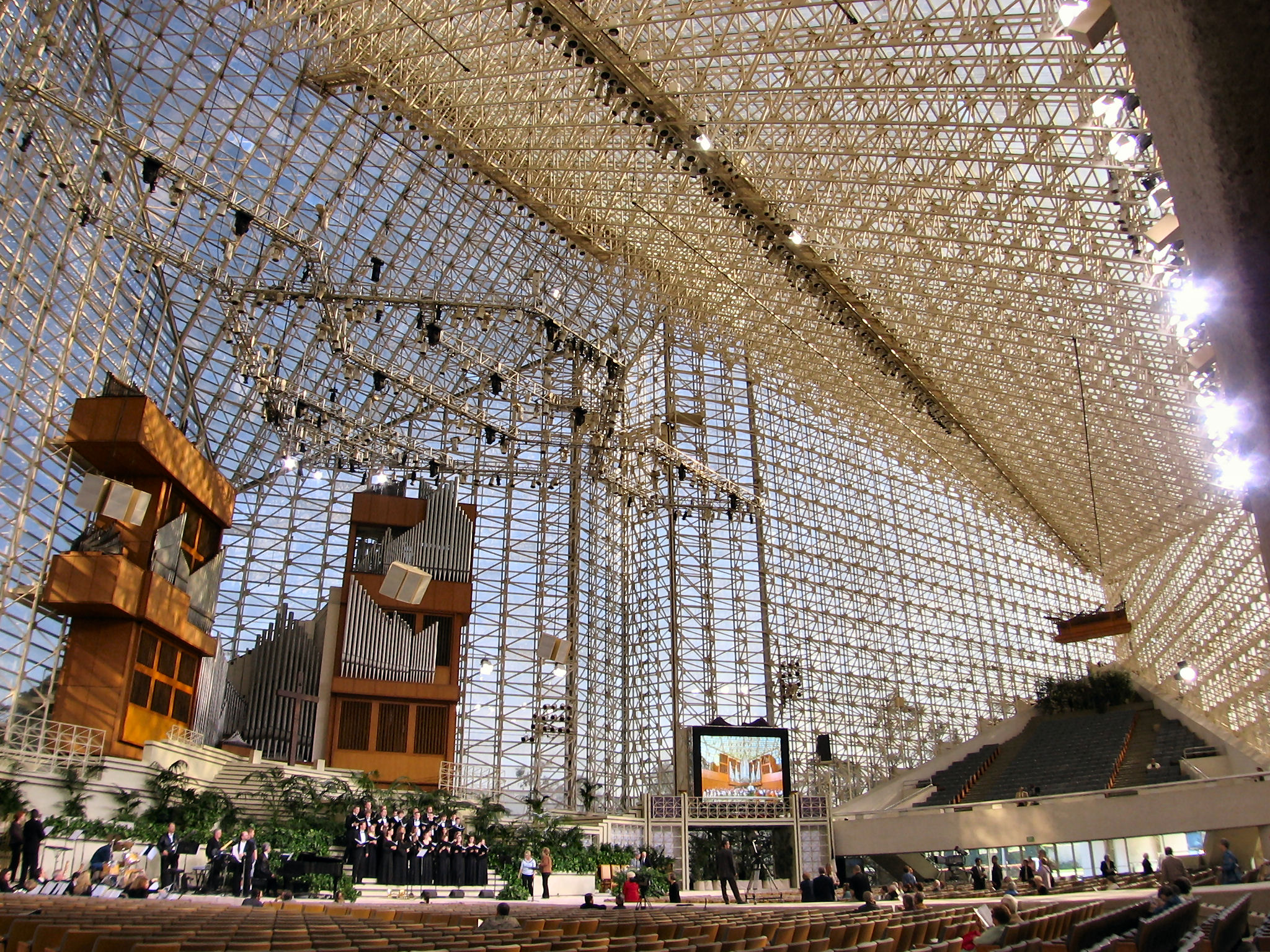
Die Crystal Cathedral im Jahr 2005, Innenansicht vor der grundlegenden Umgestaltung zur Christ Cathedral ab 2019

Die Crystal Cathedral war das Kirchengebäude der Crystal Cathedral Ministries, einer Megachurch in Garden Grove, Kalifornien. Die Gemeinde wurde 1955 von Robert H. Schuller im Auftrag der Reformed Church in America gegründet und hatte bis zu 10.000 Mitglieder. Im Februar 2012 wurde die Crystal Cathedral vom römisch-katholischen Bistum Orange in California gekauft, wobei der Gemeinde ein Nutzungsrecht für weitere drei Jahre eingeräumt wurde. Nach dem Umzug der Gemeinde im Juli 2013 in die kleinere ehemalige St. Callistus’ Catholic Church in der Nähe und einem mehrjährigen Umbau wurde das Gebäude als Christ Cathedral am 17. Juni 2019 als Kathedrale des katholischen Bistums geweiht und die Cathedral of the Holy Family in dieser Funktion abgelöst.

## Architektur und Ausstattung
Die „Crystal Cathedral“, 1977 bis 1980 nach einem Entwurf von Philip Johnson errichtet, ergänzte einen bereits vorhandenen Komplex mit diversen Bauten von Richard Neutra, zu dem neben einem kleineren Kirchengebäude u. a. der „Tower of Hope“ gehört, ein zwölfgeschossiger Turm mit Verwaltungsräumen, einer Kapelle, einer 24-Stunden-Seelsorge und einem 30 Meter hohen Kreuz auf dem Dach. Johnson hatte sich durch eine Entwurfszeichnung von Mies van der Rohe aus dem Jahr 1921 für ein gläsernes „Turmhaus an der Friedrichstraße“ inspirieren lassen.
Die Kirche mit dem Grundriss eines Sterns besteht aus einer 142 Meter langen und 40 Meter hohen Stahlkonstruktion, die 10.000 Glasfenster trägt. Sie sind nicht fest montiert, sondern durch Silikonverbindungen elastisch gehalten, um Erdbeben bis Stärke 8.0 zu überstehen. Das Glas ist von innen durchsichtig, von außen verspiegelt. Eine 30 Meter hohe Wand lässt sich öffnen, was zu Beginn des Gottesdienstes immer geschah. Im Inneren befinden sich 3000 Sitzplätze und Raum für 1000 Sänger und Musiker.
Neben dem Glasgebäude steht ein 73 Meter hoher Glockenturm aus hochpolierten Stahlprismen mit 52 Glocken. Vier davon werden freischwingend geläutet. Sie haben die Schlagtonfolge c1 - f1 - g1 - a1. Unterhalb, im Fuß des Turmes, befindet sich eine kleine Andachtskapelle, gebildet durch einen Kreis aus zwölf unterschiedlichen Marmorsäulen (symbolisieren die Stämme Israels).

### Orgel
Die Orgel der Kathedrale ist als Hazel-Wright-Orgel bekannt. Sie wurde nach Hazel Wright aus Chicago benannt, die der „Crystal Cathedral“ zwei Millionen Dollar dafür stiftete. Die italienische Orgelbaufirma Fratelli Ruffatti erbaute sie 1982. Mit 199 Registern auf fünf Manualen und Pedal gehört sie zu den größten Orgeln der Welt.

## Crystal Cathedral

### Finanzierung
Die Baukosten der „Crystal Cathedral“ von über 20 Millionen Dollar wurden durch private Spenden bezahlt, u. a. durch Verkauf von Namensgravuren für alle Fenster (zu je 500 US-Dollar). Ausführlich beschreibt Robert H. Schuller die Baugeschichte und Finanzierung in seiner Biografie „My Journey“ (2002), die 2004 unter dem Titel „Meine Lebensreise“ als deutsche Ausgabe erschien. Die jährlichen Instandhaltungskosten für die gesamte Anlage liegen bei rund 5 Millionen Dollar.

### Fernsehgottesdienste
Aus der „Crystal Cathedral“ wurde von 1971 bis 2013 wöchentlich der Fernsehgottesdienst Hour of Power gesendet, den weltweit geschätzte 10 bis 30 Millionen Menschen in 200 Ländern sahen. Mehr als ein Drittel der Jahreseinnahmen der Gemeinde (Spenden, Verkaufserlöse, Nachlässe) in Höhe von 39 Millionen Dollar (2007) wurden für den Ankauf der Sendezeiten verwendet.

### Insolvenzverfahren
Am 18. Oktober 2010 beantragte die neue Führung der Crystal Cathedral Ministries Gläubigerschutz nach U.S. Chapter 11. Dies war die Reaktion auf einen nachhaltigen Spendenrückgang von etwa 30 Prozent in den USA. Die Rückzahlung der Verbindlichkeiten von ca. 44 Mio. USD war demnach nicht mehr möglich.

## Übernahme durch die römisch-katholische Kirche und Neugestaltung

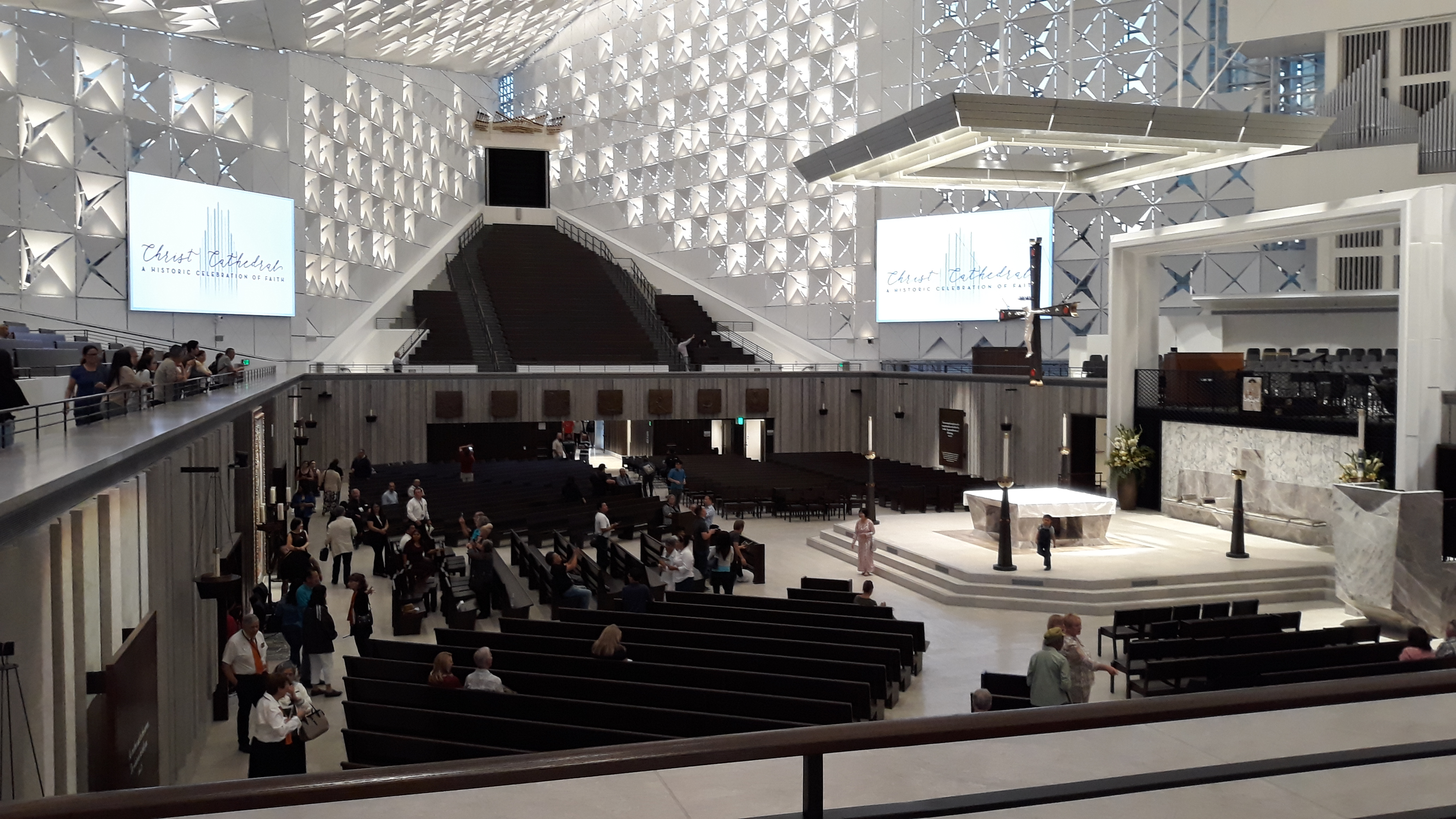
Blick zum Altar nach der Umgestaltung

Als Folge des Insolvenzverfahrens wurde die Crystal Cathedral am 5. Februar 2012 an das römisch-katholische Bistum Orange verkauft, welches das Gebäude nach einem mehrjährigen Umbau als Bischofskirche nutzt. Bischof Tod David Brown erklärte am 9. Juni 2012, dass die Kathedrale zukünftig den Namen Christ Cathedral tragen soll.
2012 hatte das Bistum die Kirche für 50,8 Millionen Euro von der insolventen reformierten Gemeinde gekauft und sie danach für umgerechnet 68,7 Millionen Euro renoviert. An der Stelle der großen Chor-Tribüne befindet sich nun ein von einem Baldachin aus Lampen beleuchteter Altar aus italienischem Marmor. Des Weiteren wurden ein Baptisterium in Form eines Kreuzes und eine Anbetungskapelle eingebaut.
Seit 17. Juni 2019 ist die Kirche die Kathedrale des Bistums Orange und geistliches Zentrum für 1,6 Millionen Katholiken in 57 Kirchengemeinden der Diözese. Die Messen werden auf Englisch, Spanisch, Vietnamesisch und Chinesisch gehalten.